# Zoran Božič
Zoran Božič, slovenski šolnik, literarni zgodovinar, prešernoslovec in državni svetnik, * 13. oktober 1951, Ljubljana, † 2. junij 2021, Šempeter pri Gorici.

## Življenje
Starša sta bila Primorca in borca Gradnikove brigade. Rodil se je v Ljubljani kot drugi od trojčkov in otroštvo preživel v Kranju, kjer je obiskoval Osnovno šolo Franceta Prešerna in gimnazijo. Na Filozofski fakulteti v Ljubljani je 1978 diplomiral kot profesor slovenščine in primerjalne književnosti. Bil je študent Jožeta Toporišiča, Brede Pogorelec, Borisa Paternuja, Matjaža Kmecla, Antona Ocvirka, Dušana Pirjevca in Janka Kosa. Leta 2010 je na isti ustanovi doktoriral iz literarne znanosti z disertacijo Poezija Franceta Prešerna v srednješolskih učbenikih in njena recepcija.
Od leta 1979 je poučeval slovenščino na Šolskem centru za blagovni promet (kasneje Srednja družboslovna in ekonomska šola in Srednja ekonomska in trgovska šola) v Novi Gorici. Od leta 2004 je bil asistent za književnost in od leta 2014 docent na Fakulteti za humanistiko Univerze v Novi Gorici.
V letih 2012-17 je bil kot predstavnik vzgoje in izobraževanja izvoljen v Državni svet, kjer je bil predsednik Komisije za kulturo, šolstvo, znanost in šport. V funkciji državnega svetnika se je mdr. javno zavzemal za reformo volilnega sistema.

### Zasebno
Družino si je z ženo Karlo, profesorico italijanščine in francoščine, ustvaril v Novi Gorici. Sin Gorazd je gradbeni inženir in glasbeni menedžer, sin Gregor pa filmski režiser. V Kojskem v Brdih je skupaj z ženo skrbel za vzorčni sadovnjak starih sadnih sort.

## Delo
Med študijem se je ukvarjal z raziskovanjem jezika (seminarska in diplomska naloga pri profesorju Toporišiču) in razumevanja književnosti (diplomska naloga pri profesorju Kosu). V osemdesetih letih 20. stoletja je kritično analiziral tedanji šolski sistem (leta 1985 intervju v Naših razgledih o stranpoteh usmerjenega izobraževanja), v devetdesetih pa se je posvečal predvsem didaktiki književnosti s pisanjem člankov, sodelovanjem v strokovnih priročnikih in izdajo delovnih zvezkov za domače branje. 
Ob nastajanju doktorske disertacije z naslovom Poezija Franceta Prešerna v srednješolskih učbenikih in njena recepcija je raziskovalno zanimanje razširil še na teorija literarnega kanona in na teorijo bralčevega odziva. Posvečal se je interpretaciji nekaterih ključnih pesmi Franceta Prešerna.
V okviru domoznanskega raziskovanja Univerze v Novi Gorici je sodeloval na simpozijih o Simonu Gregorčiču, Ljubki Šorli, Francetu Bevku, Cirilu Kosmaču, Pavlini Pajk, Damirju Feiglu, literaturi o soški fronti in literaturi o mestu Idrija. Skupaj s sodelavkami na univerzi je pripravil predavanja o literarnih besedilih za pisanje eseja na maturi.
Objavljal je znanstvene članke v slovenskih revijah Jezik in slovstvo in Slavistična revija in časopisih v ZDA, Kanadi, Nemčiji, Estoniji, na Poljskem, na Slovaškem, v Srbiji in v Makedoniji.
Leta 1975 je prejel študentsko Prešernovo priznanje za diplomsko nalogo Motnje pri razumevanju literarnih del, leta 2010 pa priznanje Slavističnega društva Slovenije za najboljšega doktorskega študenta.

## Izbrana bibliografija
Za več glej Academia.edu in ResearchGate.

### Monografije
- Slovenska literatura v šoli in Prešeren. Ljubljana: Tangram, 2010. 656 str. ISBN 978-961-6239-66-0.(COBISS)
- France Prešeren's poems: Understanding, evaluation, interpretation: Reception-based approach to the poetry of the most important Slovenian romantic poet. Saarbrücken: LAP Lambert Academic Publishing, 2014. 69 str. ISBN 978-3-659-17954-9.(COBISS)

### Članki
- The problem of the representation of women authors in Slovenian secondary school literature textbooks. Athens Journal of Philology 3/4 (2016). 239-249.
- Podoba govorne slovenščine v TV-igri Avtostop Dušana Jovanovića. [5] Slavistična revija 22/4 (1974). 445-475.(COBISS)
- Simbolika dogajalnega prostora v Matkovi Tini, Sreči in Krstu pri Savici. Jezik in slovstvo 46/3 (2000). 91-94.
- Sprejemanje Prešernovih pesmi: razumevanje, nerazumevanje, oboževanje. Slavistična revija 55/4 (2007). 653-674.(COBISS)
- Vrednotenje Prešernovih pesmi kot recepcijski problem. Slavistična revija 59/2 (2011). 131-146.(COBISS)
- Prešeren in Koseski – Primerjava kanoničnega položaja in recepcijske zahtevnosti njune poezije. Arhivirano 2016-04-24 na Wayback Machine. Filološki zvezki 2011, št. 1. 89–100.
- Dejavniki literarne kanonizacije v srednješolskih berilih - na primeru Prešerna. Jezik in slovstvo 56/5-6 (2011). 3-26.
- The Problem of Interpreting and Receiving Prešeren's Poem To the Poet. Arhivirano 2016-04-23 na Wayback Machine. English Language and Literature Studies 4/4 (2014). 8-15.
- Pet tolminskih književnikov med literarnozgodovinsko in šolsko kanonizacijo. Slavistična revija62/1 (2014). 55-66.(COBISS)
- The Baptism at the Savica by France Prešeren as a Successful Attempt to Outwit Censorship: A Romantic Confession of a Defeated Person, a Member of an Unfree Nation. Interlitteraria 19/2 (2014). 410-425.
- Evaluation of France Prešeren's Poems. Arhivirano 2016-06-25 na Wayback Machine. Journal of Language and Cultural Education 2/2 (2014). 143-164.
- Sto dvajset let slovenske didaktike književnosti (1867-1987). Jezik in slovstvo 59/4 (2014). 15-25.
- Tantadrujevo iskanje sreče: Od didaktike do interpretacije. Jezik in slovstvo 60/3–4 (2015). 43-53, 249-250.(COBISS)
- Empirical Research – How To Improve Reception of Classical Poetry. Arhivirano 2016-04-27 na Wayback Machine. Swiat i slowo 24/1 (2015). 159-175.

### Učbeniki
- Zlati poljub: Domače branje v srednji šoli: Delovni zvezek 1. Ljubljana: DZS, 1998. 255 str. ISBN 86-341-1905-X.(COBISS)
- Poljub zlata: Domače branje v srednji šoli: delovni zvezek 2. Ljubljana: DZS, 1998. 243 str. ISBN 86-341-1976-9.(COBISS)

### Uredniško delo
- MEDVEŠČEK, Pavel (urednik, zbiratelj), BOŽIČ, Zoran (urednik). Obrusnice. Nova Gorica: Branko; Ljubljana: Jutro, 1998. 189 str., fotogr. ISBN 961-6079-48-4.(COBISS)
- KRIŽNAR, Franc, MAURI, Štefan, BOŽIČ, Zoran (urednik, lektor). Biti sam: (Avto)portret skladatelja Štefana Maurija. Gorica: Goriška Mohorjeva družba: Zadruga Goriška Mohorjeva; Kanal ob Soči: Občina, 2011. 253 str. ISBN 978-88-96632-15-4.(COBISS)
- BOŽIČ, Zoran, BOŽIČ, Gregor (avtor, urednik, fotograf), GUMZI, Marina (avtor, urednik), BOŽIČ, Zoran (urednik). Stare sadne sorte na Goriškem. Ljubljana: Nosorogi, zavod za kulturno dejavnost, 2013. Zv. 1, Arhivirano 2016-06-10 na Wayback Machine. zv. 2. Arhivirano 2016-06-10 na Wayback Machine. ISBN 978-961-281-112-9. ISBN 978-961-281-125-9.(COBISS)

### Ocene, intervjuji in drugi članki
- Zablode usmerjenega reformizma. Naši razgledi 7. jun. 1985 (34/12). 344, 333.(COBISS)
- Fjučer od zloveniše lingva minore ali činkve jare do selfdistrakšen. Finance 12. febr. 2007.
- Pocestnica (kritična ocena) dela Benke Pulko. Ventilator besed 10. aprila 2009.
- Miran Hladnik. O šolskem Prešernu. Gorenjski glas 3. februar 2011.
- Boža Krakar Vogel. Kanonizacija in didaktizacija Prešerna v srednji šoli. Slavistična revija 59/1 (2011). 97-101.
- Prešerna občudujemo, čeprav njegovih pesmi ne razumemo povsem. [6] Primorske novice 4. feb. 2012 (66/29). 14-15.(COBISS)
- Na Kanalskem velike možnosti za pridelavo kakovostnega sadja. Arhivirano 2016-04-28 na Wayback Machine. Most 14/47 (2016). 34-36.(COBISS)
- Ana Karenina in njen čas. Youtube 30. marca 2016.